# Nedeljko Čabrinović
Nedeljko Čabrinović (2 de febrero de 1895 - 20 de enero de 1916) fue un serbobosnio miembro del movimiento proyugoslavo Joven Bosnia y uno de los siete jóvenes de una sociedad secreta conocida como la "Mano Negra," quienes conspiraron para asesinar al archiduque Francisco Fernando de Austria durante su visita a Sarajevo el 28 de junio de 1914.
Los siete jóvenes fueron arrestados inmediatamente después del atentado. Durante el juicio, Čabrinović y otros miembros de su grupo declararon que el asesinato reflejaba sus creencias anarquistas. En respuesta, Austria-Hungría emitió un démarche [*un documento diplomático de alta seriedad que implica un procedimiento a Serbia conocido como "El Ultimátum de Julio," lo que llevó al estallido de la Primera Guerra Mundial.

## Biografía
Nedeljko Čabrinović nació en Sarajevo el 2 de febrero de 1895, durante el dominio del  Imperio austrohúngaro de su lugar de nacimiento. Su padre era el dueño de una taberna que tenía nueve hijos de dos matrimonios. Nedeljko era el mayor de cinco hijos del primer matrimonio de su padre, del segundo, tendría 4 hermanos más.
Su padre mantenía una pequeña operación de servicio de banquetes en las afueras de la ciudad. La rudeza, el maltrato y el abuso físico de su padre empujaron a Čabrinović a que abandonara su casa y la escuela en su adolescencia. Se convertiría así en cerrajero y hojalatero, antes de finalmente establecerse como un trabajador gráfico de una imprenta.
Aunque había tenido que dejar de ir al colegio, seguía leyendo ávidamente, ahora literatura política, y pronto se hizo socialdemócrata. Čabrinović se encontró muy pronto en una situación financiera difícil después de salir de casa, añadido a esto, también estaba amargado con el sistema debido a la situación social de la clase trabajadora en su país en general.
Como opositor a los "explotadores de clase," en 1912 participó en la organización de una serie de huelgas de los trabajadores de imprenta en Sarajevo y otras ciudades de Bosnia, por lo que a menudo era perseguido políticamente y a consecuencia de su actividad, fue expulsado de varias ciudades. A una edad muy temprana comenzó a leer una variedad de libros de índole política. En algún momento vivió en Zagreb y Trieste mientras trataba de ser financieramente estable por su cuenta. Finalmente encontró un buen trabajo en una imprenta en Belgrado. Allí entró en contacto con Krsta Cicvarić mientras se familiarizaba cada vez más con la literatura anarquista, adoptando luego sus ideales. 
Por lo que cuenta, llegó a ganar 90 dinares al mes, lo que no era suficiente para pagar el alquiler y la comida, y mucho menos los libros que añoraba, que, para Čabrinović, eran "el único signo de vida” en su maltrecha existencia, la cual a su temprana edad, ya había adquirido la enfermedad mortal de la tuberculosis, que sería la que lo terminaría por llevar la tumba (y la que lo empujaría en parte también, a esta aventura política del atentado).
Más tarde, se caracterizó así mismo como “anarco-socialista”, y después de las guerras balcánicas también incluyó las ideas del yugoslavismo en su ideología personal.

## Asesinato de Sarajevo
Nedeljko Čabrinović, junto a un grupo de jóvenes (Cvjetko Popović, Muhamed Mehmedbašić, Trifko Grabež, Vaso Čubrilović y Gavrilo Princip), miembros de la organización Joven Bosnia, participó en el atentado contra Francisco Fernando de Austria.
Čabrinović, enfermo de tuberculosis, sabía que no viviría mucho, por lo que estaba dispuesto a morir por la causa. Al paso de la comitiva, lanzó su granada al coche en el que viajaba el archiduque, pero el conductor se percató de ello y aceleró, la bomba tuvo un retraso de 10 segundos y explotó bajo la rueda de otro coche que venía en la comitiva hiriendo levemente a dos de sus ocupantes y a varios espectadores.
Para evitar ser capturado vivo, tragó una cápsula de cianuro y saltó a un río cercano para asegurar su muerte. El rio, solo tenía 10 centímetros de profundidad al ser verano y la pastilla de cianuro estaba caducada, por lo que no surtió efecto. Fue detenido por la policía.

## Consecuencias y muerte
Čabrinović, confesó su culpabilidad, pero se creyó un héroe serbio y un verdadero anarquista. Al ser menor de edad, no fue condenado a muerte, fue condenado a 20 años de prisión. Murió de tuberculosis dos años después, el 20 de enero de 1916 en la prisión de Terezín, actual República Checa. Fue enterrado en secreto por funcionarios austrohúngaros en Sarajevo. Tras su arresto, su padre también acabó en la cárcel de Sarajevo. Fue encarcelado hasta el final de la guerra, donde murió.
Durante el juicio, Čabrinović, fue el único acusado que expresó remordimientos y se disculpó con los hijos del archiduque. Los hijos, la princesa Sofía, Maximiliano y Ernst, fueron informados y le escribieron una carta, en ella le decían que su conciencia podía estar en paz porque le perdonaban por su papel en el asesinato de sus padres. Sofía y Max la firmaron, pero Ernst, no lo hizo. La carta fue entregada personalmente a Čabrinović en su celda.